# Franja Litoral Sumergida de la Región de Murcia
Franja Litoral Sumergida de la Región de Murcia este o arie protejată (arie specială de conservare — SAC, sit de importanță comunitară — SCI) din Spania întinsă pe o suprafață de 13.684,06 ha, integral marine.

## Localizare
Centrul sitului Franja Litoral Sumergida de la Región de Murcia este situat la coordonatele 37°35′00″N 0°45′11″W / 37.5833°N 0.7531°V.

## Înființare
Situl Franja Litoral Sumergida de la Región de Murcia a fost declarat sit de importanță comunitară în aprilie 1999 pentru a proteja 10 specii de animale. Situl a fost protejat și ca arie specială de conservare în octombrie 2019.

## Biodiversitate
Situată în ecoregiunile marină mediteraneană și mediteraneană, aria protejată conține 4 habitate naturale: Recifuri, Bancuri de nisip acoperite în permanență slab de apă marină, Straturi cu Posidonia (Posidonion oceanicae), Peșteri marine scufundate complet sau parțial.
La baza desemnării sitului se află mai multe specii protejate:
- păsări (8): Calonectris diomedea, Hydrobates pelagicus, Larus audouinii, Larus genei, Phalacrocorax aristotelis desmarestii, Puffinus puffinus mauretanicus, chiră mică (Sterna albifrons), chiră de baltă (Sterna hirundo)
- mamifere (1): delfin mare (Tursiops truncatus)
- reptile (1): Caretta caretta

Pe lângă speciile protejate, pe teritoriul sitului au mai fost identificate 5 specii de plante, 5 specii de mamifere, 16 specii de nevertebrate, 5 specii de pești.